# ジェイテクトマシンシステム
株式会社ジェイテクトマシンシステム（英: JTEKT MACHINE SYSTEMS CORPORATION）は、大阪府八尾市に本社を置く機械メーカーである。
2022年9月30日までの社名は光洋機械工業株式会社（こうようきかいこうぎょう、英: KOYO MACHINE INDUTRIES CO., LTD.）であった。
トヨタグループである株式会社ジェイテクト（旧光洋精工と旧豊田工機が合併して誕生）のグループ会社である。

## 主要製品・生産拠点

### 本社工場 工作機械（大阪府八尾市）
- センタレス研削盤
- 平面研削盤
- 専用研削盤
- 複合研削盤
- 各種専用機
- 自動計測器
- 自動組付機
- 複合システム
- 精密ボールねじ
- インデックスチャック
- スピンドルユニット

### 結崎工場 ジョイント（奈良県磯城郡）
- インターミディエイトシャフト

### 五條工場 大型ジョイント（奈良県五條市）
- ドライブシャフト

## 国内販売拠点
- 西日本支社（大阪府八尾市）
- 海外営業部（大阪府八尾市）
- 中部支社（愛知県名古屋市）
- 東京支社（東京都中央区）